# 話劇
話劇(わげき　huaju)とは会話と自然な身体動作を基礎とする演劇である。日本の新劇に相当し、一般的な意味での中国現代演劇である。中国語の話劇は地域を限定しないが、日本で話劇という時は一般に中国の話劇を指す。中国では、話劇から派生した実験演劇（先鋒戯劇）やミュージカル(音楽劇)など現代演劇も分類の上では話劇に含めることがある。

## 話劇の萌芽と発端
上海では、19世紀末より洋式学校で学生演劇が始まっていた。この学生演劇は未熟なものであったが、次第に上海で広まっていった。この学生演劇は、上海方言を使用していた。
20世紀初頭は中国人日本留学の最初のピークであった。在日中国人留学生の芝居好きが1906年秋に日本の新派や文芸協会の影響で春柳社を結成した。春柳社は東京で1907年2月に『茶花女』(『椿姫』脚色)を、同年6月に『黒奴籲天録』(こくどゆてんろく　『アンクルトムの小屋』脚色)を上演し、大成功を収めた。春柳社は国語(標準語)を用いていた。春柳社からは、その後の話劇運動をリードした人材も生まれ、今日では中国話劇の起点とされている。
　
春柳社『黒奴籲天録』公演成功の反響はただちに上海に伝わり、過渡的な演劇である文明戯（早期話劇）が辛亥革命に至る革命運動と結びついて成立した。1914年頃全盛期を迎え、新民社、民鳴社、春柳社(新劇同志会)などが活躍したが、まもなく商業主義の影響で堕落・衰退していった。

## 話劇の成立と発展
文明戯の堕落に反発する演劇人と『新青年』の新文化運動が結びつき、五四運動以後、話劇が確立していく。1924年の戯劇協社『若奥様の扇』（ワイルド『ウィンダミア卿夫人の扇』翻案、洪深演出）成功が、話劇成立の指標である。話劇の成立は、国際的な自由劇場運動の運動の一環でもあった。これ以後話劇は、知識人の演劇として成長していく。田漢、郭沫若などの劇作家が登場した。
1920年代末から30年代にかけて、プロレタリア演劇運動が勃興し、夏衍らが活躍した。一方では国民党政権による相対的安定の中で、中国旅行劇団のような職業話劇団も成立する。曹禺などの劇作家も現れ、彼の『雷雨』（1934）『日の出』（1936）などは多くの劇団で上演され、話劇の発展に貢献した。1935年には国立演劇学校である国立戯劇学校(後に国立戯劇専科学校と改称、国立劇専)も創立された。
1937年に抗日戦争が勃発すると、初期には、演劇人は演劇隊を作り中国各地で短い街頭劇などを巡演した。呉祖光などの劇作家が現れた。1938年以降抗戦長期化が明らかになると、演劇人の視点は戦争下の現実に向かい、中国社会の問題点を掘り下げた多幕物の名作が多数現れた。戦争の影響で映画製作・輸入が弱まったこともあり、演劇は重慶や上海を中心に大いに栄え、郭沫若『屈原』（1942）などが登場する。茅盾、老舎など小説家も劇作を執筆した。三十年代のさまざまな演劇潮流は、戦争という空前の民族的危機の前に衰え、リアリズム演劇が話劇の主流となった。
中国共産党の根拠地延安では、抗日戦争勃発後都市部から大量の青年が入り、彼らの求めで1940年から曹禺など大型名作劇を盛んに上演したが、農民には受け入れがたかった。この傾向などを是正するため、1942年共産党宣伝部が開催した文芸座談会で毛沢東が講話をおこない、文芸の労農兵への奉仕、知識人の思想改造と政治基準の優先が強調された。この講話はまもなく「延安文芸座談会での講話」(文芸講話)として論文化され、1980年頃までの中国文学芸術界の指針となった。座談会以後、当地の民謡を基にした秧歌劇や新歌劇『白毛女』(1945年)などが生まれた。

## 中華人民共和国建国から文化大革命期まで
中華人民共和国が1949年に建国して後、北京人民芸術劇院、上海人民芸術劇院はじめ各省・自治区に最低一つの国立話劇団が作られ、中央戯劇学院、上海戯劇学院も創立され、話劇は著しく普及した。ソ連から専門家が派遣されスタニスラフスキー・システムを両戯劇学院の専門養成班で伝授し、その後の中国話劇の演技に大きな影響を与えた。しかしその劇作内容は延安など解放区の経験が正統とされ、共産党の政治宣伝の道具傾向が強まった。この傾向は1966年からの文化大革命で頂点に達した。老舎『茶館』（1958）や児童劇などごく一部を除き、文革終結までの話劇は今日上演されない。ただし、文革期の『紅灯記』など革命現代京劇、バレエは、今も上演される。

## 文革終結後から今日まで
1976年の文革終結後、話劇は文革の傷や知識人の尊重などを訴え、1979年前後大いに観客を引きつけた。しかし政治宣伝の道具傾向を脱しきれなかった話劇は1980年代に入って映画、テレビなどの影響もあり観客離れが進んだ。その克服のため不条理劇など西洋前衛演劇に学んだ小劇場運動や曹禺など現実直視の作風を今日に復活させようとする新しい動きが起こった。高行健『絶対信号』（1982）、錦雲『犬だんなの涅槃』(1986)などで、演出でも、林兆華、孟京輝、王暁鷹、任鳴などが現れた。
21世紀の今日、北京人民芸術劇院、中国国家話劇院、上海話劇芸術センターなど国立劇団が健在ぶりを発揮すると同時に、北京、上海では商業、実験双方の民間演劇も現れ、かなりの活況を呈している。商業民間劇団には北京の戯逍堂などがあり、実験劇団には北京の薪伝実験劇団などがある。観客の量からいえば、北京、上海では話劇および話劇系現代演劇はすでに京劇など伝統演劇を上回っている。しかし、それ以外の都市では衰弱が著しい。